# Лейк-Кристал (Миннесота)
Лейк-Кристал (англ. Lake Crystal) — город в округе Блу-Эрт, штат Миннесота, США. На площади 4,6 км² (4,6 км² — суша, водоёмов нет), согласно переписи 2002 года, проживают 2420 человек. Плотность населения составляет 525,6 чел./км².
- Телефонный код города — 507
- Почтовый индекс — 56055
- FIPS-код города — 27-34190[1]
- GNIS-идентификатор — 0646340[2]